# دورين غامبوا فرنانديز (كاتبة)
دورين غامبوا فرنانديز هي مُدرّسَة فلبينية بارزة، كاتبة، مؤرخة ثقافية وباحثة حيث كتبت بشكل مستفيض عن المسرح الفلبيني والمطبخ الفلبيني.

## الحياة الشخصية
ولدت فرنانديز في 28 أكتوبر 1934 إلى الأب أجوينالدو سيفيرينو جامبوا من مدينة سيالي بمقاطعة نيغروس أوتشينتال بالفلبين والأم أليسيا لوسيرو من مدينة كاباناتوان من مقاطعة نويفا إيسيا بالفلبين. توفيت دورين في 24 يونيو 2002 بمدينة نيويورك بسبب مضاعفات مرض السكري.

## التعليم
حصلت على درجة البكالوريوس في آداب اللغة الإنجليزية والتاريخ في عام 1954 من كلية سانت سكولاستيكا في مانيلا. وأكملت درجة الماجستير في الأدب الإنجليزي (1965) بينما حصلت على الدكتوراه في الأدب (1976) من جامعة أتينيو دي مانيلا.

## أعمدة الصحف
- عمود "Pot-au-feu" في جريدة Manila Chronicle
- عمود "In Good Taste" في جريدة Philippine Daily Inquirer
- عمود "Foodscape" في Food Magazine
- عمود "Pot Luck" في مجلة Mr. and Ms.

## مؤلفاتها من الكتب
- - The Iloilo Zarzuela, 1903-1930 (1978)[2]
  - Contemporary Theater Arts: Asia and the United States (1984)[3]
  - Sarap: Essays on Philippine Food (1988)[4]
  - Lasa: A Guide to 100 Restaurants (1989)[5]
  - Kinilaw: A Philippine Cuisine of Freshness (1991)[6]
  - Tikim: Essays on Philippine Food and Culture (1994)[7]
  - Palabas (1997)
  - Fruits of the Philippines (1997)
  - Palayok: Philippine Food Through Time, on Site, in the Pot (2000)

## روابط خارجية
- Doreen Fernandez at WikiPilipinas